# Allium scabriscapum
Allium scabriscapum är en amaryllisväxtart som beskrevs av Pierre Edmond Boissier. Allium scabriscapum ingår i släktet lökar, och familjen amaryllisväxter. Inga underarter finns listade i Catalogue of Life.